# Макс Безушков
Макс Безушков (нім. Max Besuschkow, нар. 31 травня 1997, Тюбінген, Німеччина) — німецький футболіст, центральний півзахисник клубу «Ганновер 96».

## Ігрова кар'єра

### Клубна
Макс Безушков народився у місті Тюбінген в родині вихідців з Радянського Союзу. По лінії матері має казахське коріння.
Футболом Макс почав займатися у рідному місті Тюбінген. У 2006 році він перебрався до футбольної школи клубу «Штутгарт», де виступав за молодіжну та другу клубну команди. В основі «Штутгарта» футболіст не зіграв жодного матчу і в січні 2017 року перейшов до франкфуртського «Айнтрахта». 5 лютого 2017 року півзахисник дебютував на професійному рівні, коли вийшов на заміну у матчі Бундесліги проти «Дармштадт 98». В подальшому Безушков грав в оренді у бельгійському «Юніон Сент-Жилуаз» та німецькому «Гольштайні».
Сезон 2019/20 Безушков почав у клубі німецької Другої Бундесліги «Ян Регенсбург», де провів наступні три роки і де відзначився першими забитими голами на професійному рівні.
Влітку 2022 року футболіст приєднався до клубу «Ганновер 96», з яким уклав контракт до 2025 року.

### Збірна
У 2014 році у складі юнацької збірної Німеччини (U-17) Макс Безушков брав участь у юнацькому чемпіонаті Європи, де провів всі матчі групового турніру.
Через два роки, у 2016 він грав на юнацькій першості Європи у складі юнацької збірної Німеччини (U-19), де також зіграв три поєдинки.
Варіант зі збірної Росії Макс Безушков не розглядає, тому що має сподівання отримати виклик до національної збірної Німеччини.